# Seciu (okręg Vrancea)
Seciu – wieś w Rumunii, w okręgu Vrancea, w gminie Chiojdeni. W 2011 roku liczyła 72
mieszkańców.